# Nils Erik Enkvist
Nils Erik August Enkvist, född 27 september 1925 i Helsingfors, död där 26 maj 2009, var professor i lingvistik vid Åbo Akademi (det enda helt svenskspråkiga universitetet i Finland).
Enkvist var utländsk ledamot vid Kungliga Vitterhets Historie och Antikvitets Akademien.